# 島田雄左
島田 雄左（しまだ ゆうすけ、1988年 - ）は日本の司法書士、実業家。

## 人物
- 福岡県生まれ。
- 2010年3月、中央大学商学部卒業。2011年11月、司法書士試験合格。
- 司法書士試験合格後、2012年3月、福岡市中央区天神に司法書士事務所オフィスワンを設立。翌年に司法書士法人オフィスワングループ（現：司法書士法人みつ葉グループ）に法人化し、代表社員に就任（～現在）。2020年、士業向けコンサルティング業務を行う株式会社スタイル・エッジ取締役に就任後、2021年には同社代表取締役社長に就任（〜現在）。2022年、株式会社スタイル・エッジ・グループ代表取締役社長に就任（〜現在）。

## 出演番組
- テレビ西日本　ももち浜ストア／午前版 - コメンテーター（2017年8月から現在に至る）
- テレビ鹿児島　かごとき - コメンテーター
- BS japan　「家族のSOS みんなのお悩み相談所」

## 著書

### 単著
- 家族信託の教科書（税務経理協会出版、2016年）
- 人生で損しないお金の授業（税務経理協会出版、2020年）

### 共著
- おひとりさまの死後事務委任（吉村信一と共著、税務経理協会、2018年）